# قوانين حرية تداول المعلومات حسب الدولة
تسمح قوانين حرية تداول المعلومات لعامة الناس بالوصول إلى البيانات التي تحتفظ بها الحكومات الوطنية، وعند الاقتضاء، حكومات الولايات والحكومات المحلية. كان ظهور تشريعات حرية تداول المعلومات بمثابة استجابة لتزايد عدم الرضا عن السرية المحيطة بتطوير سياسة الحكومة واتخاذ القرارات. في السنوات الأخيرة، تم استخدام قانون الوصول إلى المعلومات أيضًا. ترسخ هذه القوانين عملية قانونية «للحق في المعرفة» يمكن من خلالها تلقي الطلبات المقدمة للحصول على معلومات بحوزة الحكومة، مجانًا أو بأقل تكلفة ممكنة، فيما عدا الاستثناءات المعيارية. يطلق عليها أيضًا اسم السجلات المفتوحة، أو قوانين الشمس المشرقة (في الولايات المتحدة)، عادة ما تكون الحكومات ملزمة بواجب نشر وتعزيز الانفتاح. توجد في العديد من البلدان ضمانات دستورية للحق في الوصول إلى المعلومات، ولكنها لا تستخدم عادةً في حالة عدم وجود تشريعات دعم محددة. وبالإضافة إلى ذلك، فإن الهدف 16 من أهداف الأمم المتحدة للتنمية المستدامة هو ضمان وصول العامة إلى المعلومات وحماية الحريات الأساسية كوسيلة لضمان وجود مؤسسات خاضعة للمساءلة وشاملة وعادلة.

## مقدمة
نفذت أكثر من 100 دولة حول العالم شكلًا من أشكال تشريعات حرية تداول المعلومات. قانون حرية الصحافة السويدي لعام 1766 هو الأقدم في العالم.
تستبعد معظم قوانين حرية تداول المعلومات القطاع الخاص من مجال صلاحياتها، وبالتالي لا يعتبر الوصول إلى المعلومات التي يحتفظ بها القطاع الخاص حقًا قانونيًا. ويترتب على هذا التقييد آثار خطيرة لأن القطاع الخاص يؤدي العديد من الوظائف التي كانت في السابق من اختصاص القطاع العام. نتيجةً لذلك، فإن المعلومات التي كانت عامة في السابق أصبحت الآن جزءًا من القطاع الخاص، ولا يمكن إجبار المتعاقدين من القطاع الخاص على الكشف عن تلك المعلومات.
وتعمل بلدان أخرى على إدخال مثل هذه القوانين، وتمتلك العديد من مناطق البلدان التي لديها تشريع وطني قوانين محلية. على سبيل المثال، جميع الولايات الأمريكية تمتلك قوانين تحكم الوصول إلى المستندات العامة التابعة للدولة والكيانات الضريبية المحلية. بالإضافة إلى ذلك، يحكم قانون حرية تداول المعلومات الأمريكي إدارة سجلات الوثائق التي في حيازة الحكومة الفيدرالية.
ومن المفاهيم ذات الصلة تشريع الاجتماعات المفتوحة، الذي يسمح بالوصول إلى الاجتماعات الحكومية، وليس فقط إلى سجلاتها. في العديد من البلدان، قد تكون قوانين الخصوصية أو حماية البيانات جزءًا من تشريعات حرية تداول المعلومات؛ غالبًا ما ترتبط المفاهيم ببعضها البعض ارتباطًا وثيقًا في الخطاب السياسي.
المبدأ الأساسي وراء معظم تشريعات حرية تداول المعلومات هو أن واجب تقديم البينة يقع على عاتق الهيئة التي تطلب المعلومات، وليس الشخص الذي يطلبها. لا يتعين على الشخص الذي يقدم الطلب عادة تقديم تفسير لإجراءاته، ولكن إذا لم يتم الكشف عن المعلومات، فيجب تقديم سبب وجيه.
في عام 2015، صوت المؤتمر العام لليونسكو على تسمية 28 سبتمبر «باليوم الدولي لحصول الجميع على المعلومات» أو، كما هو معروف أكثر باسم يوم الوصول إلى المعلومات. وقد تم الاحتفال بهذا التاريخ سابقًا باعتباره «يوم الحق في المعرفة» منذ عام 2002. ويوصي قرار اليونسكو بموافقة الجمعية العامة للأمم المتحدة.

## التشريع حسب الدولة

### ألبانيا
في ألبانيا، يكفل دستور عام 1998 الحق في الحصول على المعلومات؛ والتشريع الذي يدعم ذلك هو القانون رقم 119/2014 «بشأن الحق في الحصول على المعلومات». ينظم القانون الحق في الوصول إلى المعلومات التي ينتجها أو يحتفظ بها القطاع العام. تهدف القواعد الواردة في هذا القانون إلى ضمان وصول المعلومات إلى العامة، في إطار عملي لتحصيل حقوق وحريات الفرد، وكذلك إنشاء وجهات نظر حول حالة الدولة والمجتمع. ويهدف هذا القانون أيضًا إلى تشجيع النزاهة والشفافية والمساءلة في هيئات القطاع العام. يحق لكل شخص، إذا اعتبر أن الحقوق المنصوص عليها في هذا القانون قد انتهكت، تقديم شكوى إداريًا إلى مكتب مفوض حماية المعلومات والبيانات.

### الأرجنتين
في الأرجنتين، تم اعتماد قانون الوصول إلى المعلومات العامة (قانون 27.275) في عام 2016.

### أرمينيا
وافق البرلمان بالإجماع على قانون حرية تداول المعلومات في 23 سبتمبر 2003 ودخل حيز التنفيذ في نوفمبر 2003.

### أستراليا
في أستراليا، صدر قانون حرية تداول المعلومات لعام 1982 على المستوى الفيدرالي في عام 1982، وتم تطبيقه على جميع «الوزراء والإدارات والسلطات العامة» في الكومنولث. تم تعديل القانون في عام 2010 في ظل حكومة رود، وإنشاء المكتب الحكومي للمفوض الإعلامي، لزيادة تعزيز حرية المعلومات.
هناك تشريعات مماثلة في جميع الولايات والأقاليم:
- إقليم العاصمة الأسترالية، قانون حرية المعلومات لعام 1989[11]
- نيو ساوث ويلز، قانون المعلومات الحكومية (الوصول العام) لعام 2009[12]
- الإقليم الشمالي، قانون المعلومات لعام 2003[13]
- كوينزلاند، قانون الحق في المعلومات لعام 2009[14]
- جنوب أستراليا، قانون حرية تداول المعلومات لعام 1991[15]
- تسمانيا، قانون الحق في المعلومات لعام 2009[16]
- فيكتوريا، قانون حرية تداول المعلومات لعام 1982[17]
- أستراليا الغربية، قانون حرية تداول المعلومات لعام 1992[18]

### النمسا
كتبت منظمة فريدوم هاوس غير الحكومية في تقاريرها لعامي 2022 و2023 أنه «كثيرًا ما تعرضت حكومة النمسا لانتقادات بسبب عدم شفافيتها، وما تزال السرية الرسمية مقدسة في الدستور، والإطار القانوني العام للنمسا بشأن الوصول إلى المعلومات ضعيف. قالت منظمة مراسلون بلا حدود: «في النمسا، تم تقويض حرية الصحافة بسبب الضغوط السياسية المختلفة أو القيود المفروضة على الوصول إلى المعلومات».
في سياق قانون الوصول العام المقترح حديثًا والذي لم يقره البرلمان بعد كتبت منظمة الشفافية الدولية: «لقد أقرت أكثر من 110 دولة بالفعل قانونًا لحرية المعلومات – ومن الهراء ألا يكون ذلك ممكنًا في النمسا».

### أذربيجان
في أذربيجان، تمت الموافقة على قانون بشأن الوصول إلى المعلومات في عام 2005. وقد دخل حيز التنفيذ. في السابق في عام 1998 كان هناك قانون مقبول بشأن حرية المعلومات، لكن قانون عام 2005 قدم تنظيمًا أكثر تفصيلًا وأمانًا للوصول إلى المعلومات الرسمية.

### بنغلاديش
أصدرت الحكومة المؤقتة لبنغلاديش في 21 أكتوبر 2008، في الجريدة الرسمية لبنغلاديش، قانون الحق في المعلومات (رقم 50 لعام 2008)، استنادًا إلى قانون الحق في المعلومات الهندي لعام 2005. وقد أقرت حكومة بنغلاديش الحالية المرسوم في الدورة الأولى لهذا البرلمان في 29 مارس 2009. يعد برنامج إيه تو آي جزءًا من رؤية 2021، وهو بيان سياسي لحزب رابطة عوامي البنغلاديشية قبل الفوز في الانتخابات الوطنية لعام 2008.

### بلجيكا
تم تعديل المادة 32 من الدستور في عام 1993 لتشمل الحق في الوصول إلى الوثائق التي تحتفظ بها الحكومة.

### بليز
في بليز، صدر قانون حرية تداول المعلومات في عام 1998 وتم تعديله في عام 2000 وهو ساري المفعول حاليًا، على الرغم من أن لجنة حكومية أشارت إلى أنه «لم يتم استخدام القانون كثيرًا».

### بوتان
أقرت الجمعية الوطنية لبوتان مشروع قانون بشأن الحق في تداول المعلومات في فبراير 2014. والغرض منه هو الحد من الفساد من خلال تزويد العامة بالحق في الوصول إلى المعلومات.

### البوسنة والهرسك
تعد البوسنة والهرسك أول بلد في منطقة البلقان يعتمد قانونا لحرية تداول المعلومات. اعتمدت الجمعية البرلمانية للبوسنة والهرسك قانون حرية الوصول إلى المعلومات أو قانون حرية المعلومات – في 17 نوفمبر 2000. سن الكيانان الاتحاديان - جمهورية صرب البوسنة واتحاد البوسنة والهرسك- قوانين حرية المعلومات في عام 2001، وقانون حرية الوصول إلى المعلومات لجمهورية صرب البوسنة، وقانون حرية الوصول إلى المعلومات لاتحاد البوسنة والهرسك على التوالي.
تغير قانون حرية تدوال المعلومات على مستوى البوسنة والهرسك مرتين. تم إقرار التعديل الأول في عام 2006، مما أمّن حماية قانونية أقوى في إطار القانون الإداري للبوسنة والهرسك. تم إقرار التعديل الثاني في ديسمبر 2009، والذي فرض عقوبات قانونية على الانتهاكات المقررة.